# Zuidelijke dwerggroefbij
De zuidelijke dwerggroefbij (Lasioglossum minutulum) is een vliesvleugelig insect uit de familie Halictidae. De wetenschappelijke naam van de soort is voor het eerst geldig gepubliceerd in 1853 door Schenck.